# The Allied Powers
De (The) Allied Powers was een professioneel worstelteam dat actief was in de World Wrestling Federation (WWF). Dit team bestond uit Lex Luger en The British Bulldog. Hun naam is een verwijzing naar de nauwe vriendschap tussen de Verenigde Staten en het Verenigd Koninkrijk als alliantie in de Tweede Wereldoorlog.